# 羅特索伊勒山
47°08′47″N 12°26′38″E / 47.146389°N 12.443889°E

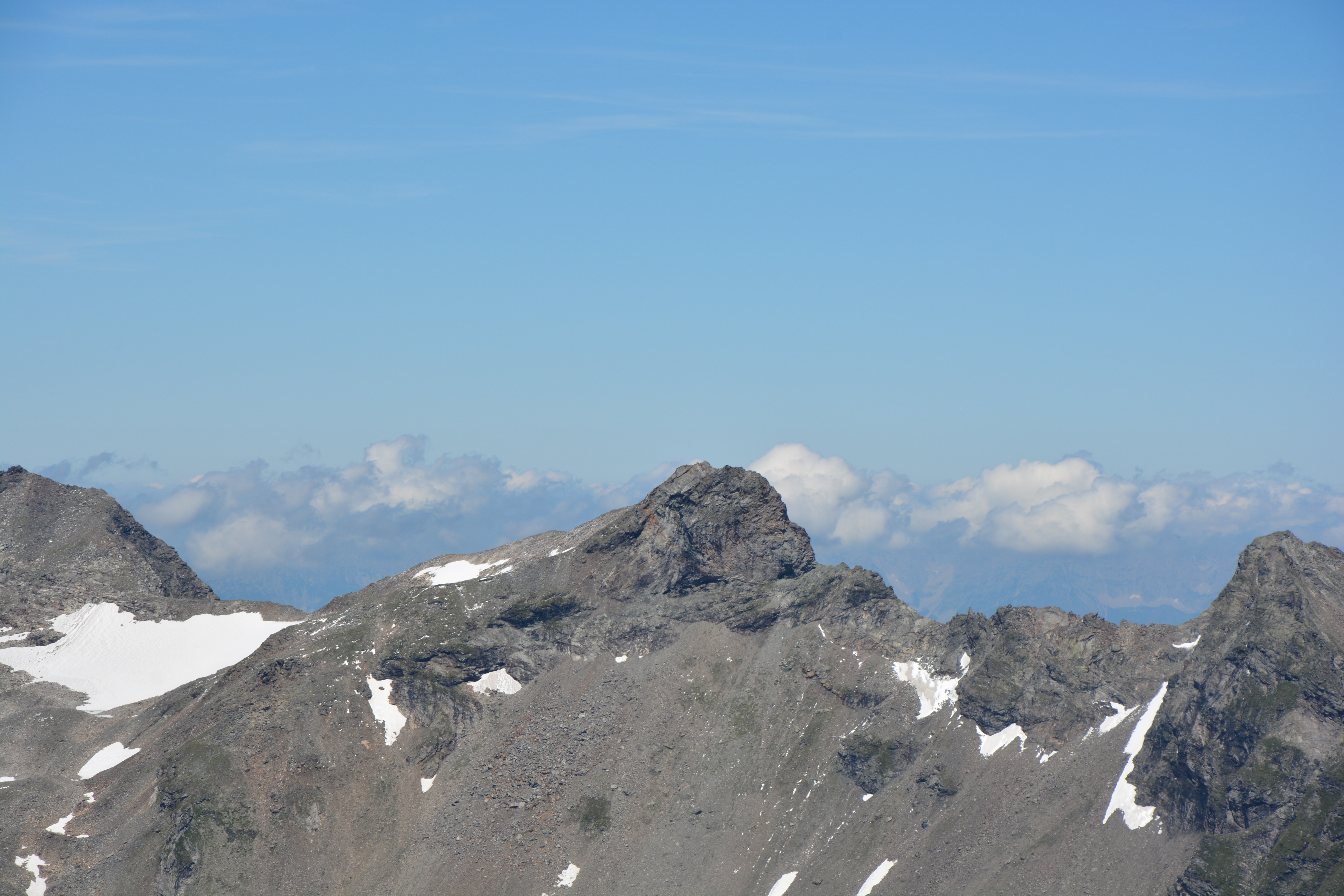

羅特索伊勒山（德語：Rote Säule），是奧地利的山峰，位於該國中部，處於薩爾茨堡州和蒂羅爾州接壤的邊界，屬於維內迪傑山脈的一部分，距離克拉特岑山3.4公里，海拔高度2,993米，每年平均降雨量1,971毫米。